# 松江市立雑賀小学校
松江市立雑賀小学校（まつえしりつ さいかしょうがっこう）は、島根県松江市雑賀町にある公立小学校。

## 概要
松江市内では最も古い小学校であり、第三中学校校区である。
校名の雑賀はかつての松江城主であった堀尾吉晴が鉄砲組を雑賀衆と呼ばせたことが由来とされている。

## 沿革
- 1873年（明治6年）4月20日 - 「第七区小学」として洞光寺に松江市内で一番早く開校
  - （開校当時の教職員）校長・講読教師：澤野修輔、算術教師：尾原総八、講読教師：渡部寛一郎、算術教師：久保田愛之丞、習字教師：松本宗四郎、習字教師：金津権重
- 1874年（明治7年）
  - 2月2日 - 竪町にある徳専寺に分校を設ける。これにより洞光寺の方を「雑賀南小学」、徳専寺の方を「雑賀西小学」となる。
  - 4月20日 - 松本宗四郎方に分校を設け「雑賀東小学」となる。
- 1875年（明治8年）
  - 1月 - 竪町の正源寺に分校を開き「竪町小学」とし、新町運造宅にも分校を開き「新町小学」となる。
  - 1月8日 - 雑賀小学の児童を雑賀西小学へ移し、雑賀南小学の新入女児を雑賀東小学へ移して「雑賀女児小学」と称する。
- 1880年（明治13年）1月 - 公立雑賀小学校を洞光寺に、雑賀女児小学を松本宗四郎宅に、雑賀南小学校を徳専寺に、竪町に公立竪町小学、横浜町・新町に横浜小学を設ける。
- 1883年（明治16年）7月 - 小学校のある現在の場所へ校舎を新築。
- 1884年（明治17年）4月 - 完全統合。

## 校歌
校歌は成瀬岩太郎作詞、猪瀬久三作曲。
解釈
「歴史も古き学舎」とは松江市で最も古い歴史を持つ当校のこと。「月の桂も折るばかり」とは中国の故事であり、古代中国において月には桂の木が生えているとされ、またその枝を折ることは不可能に近いことから転じて科挙に合格することを指すようになった。ここでは優秀な生徒を輩出する意。「家の風さえ吹きそえて」は「家の風」が代々その家が伝えてきた伝統、その伝統が「吹きそえる」つまり強くなっていくという意。「誉の花ぞ薫るなる」とは読んで字の如く、優秀な成績を収め、出世するのである。
「常盤の松の徴こそ」とは松がいかなる時も青々と葉を茂らせること。「千有余名の学び子が艱苦に耐えて色変えぬ高き操を誇るなれ」、千有余名は当時の生徒数が1000人を越していたことに由来する。その生徒たちがいかなる困難にも耐え、顔色ひとつ変えないという高い節操の心を葉の色の変わらない松に擬えている。

## 通学区域
- 栄町、新町、雑賀町、竪町、本郷町、西津田七丁目（2番の一部、3番-10番、13番-18番）、西津田八丁目、上乃木一丁目（1番、2番、3番の一部、7番の一部、8番の一部、9番の一部、10番の一部、11番-14番、26番の一部、27番、28番）、上乃木二丁目（1番の一部）、上乃木五丁目（1番の一部、3番の一部、4番、5番の一部）[4]

## 進学先中学校
- 松江市立第三中学校[4]

## 校区内の主な施設
- 松江地方気象台
- 雑賀公民館
- 松江生協病院
- 松江青葉病院
- 松徳学院高等学校
- 松徳学院中学校
- 松江竪町郵便局

## 出身者
- 岸清一（弁護士、政治家、日本近代スポーツの父）
- 平塚運一（版画家）
- 若槻禮次郎（第25代、第28代内閣総理大臣）